# Kevin Peter Hall
Kevin Peter Hall (ur. 9 maja 1955 w Pittsburghu, zm. 10 kwietnia 1991 w Hollywood) – amerykański aktor filmowy. Był charakterystyczną postacią dzięki swojemu wzrostowi. Mierzył 2 metry i 20 centymetrów.

## Biografia
Syn Charlesa Halla i Sylvii Hall, był najwyższym z siedmiu braci. W szkole średniej Penn Hills High School wyróżniał się w koszykówce i zdobył stypendium na George Washington University. W college’u kontynuował grę w koszykówkę i studiował sztukę teatralną. Potem przeniósł się do Wenezueli, aby zagrać w koszykówkę.
W 1979 roku zadebiutował jako Katahdin w horrorze Johna Frankenheimera Przepowiednia (Prophecy). Pojawił się też w serialach: Diukowie Hazzardu (1985) jako Floyd Malone i Star Trek: Następne pokolenie (1989) jako Leyor. Do tytułowej roli antagonisty w filmie Predator (1987) z Arnoldem Schwarzeneggerem został wypatrzony przez reżysera podczas sprzedawania orzeszków w kinie, choć początkowo w rolę Predatora miał wcielić się Jean-Claude Van Damme. Rolę krwiożerczego obcego zagrał też w sequelu Predator 2 (1990) z Dannym Gloverem.
W filmie Harry i Hendersonowie (1987) wcielił się w postać Wielkiej Stopy. W późniejszym czasie na bazie filmu powstał serial pod tym samym tytułem, kręcony w latach 1991–1993.

## Życie prywatne
W 1989 ożenił się z aktorką Alainą Reed Hall, z którą miał dwoje dzieci.
Zmarł 10 kwietnia 1991 roku w Hollywood w wieku 35 lat. Przyczyną śmierci Halla był AIDS, a źródłem wirusa HIV była zakażona nim krew przetoczona podczas transfuzji.